# Solus
Solus est une distribution Linux indépendante qui utilise le modèle de rolling release avec le slogan « Install Today. Updates Forever ».

## Histoire
Le 20 septembre 2015, Ikey Doherty a annoncé que « Solus 1.0 aura le nom de code Shannon choisi d'après le fleuve Shannon en Irlande », indiquant que « les noms de code des versions continueront à être basés sur les rivières Irlandaises ».
Le 10 juillet 2016, Solus a annoncé le rejet du mode de mise à jour fixe et l'adoption du modèle de rolling release.
Le 18 janvier 2017, Ikey Doherty a annoncé que Solus allait adopter flatpak pour les applications tierces du Software Center. Cela permettra d'améliorer de manière significative la disponibilité de logiciels dont les licences empêchent une distribution par le biais du dépôt de logiciel propre à Solus.
Le 13 juin 2017, il est annoncé sur le blog que l'équipe de développeurs s'étend avec Stefan Ric et que Ikey Doherty travaillera à plein temps sur Solus.
Le 13 juillet 2017, Ikey Doherty, qui travaillait précédemment chez Intel sur Clear Linux, commence son travail à plein temps sur Solus.
Le 8 août 2017, Ikey Doherty annonce que Solus va adopter Snaps (à côté de Flatpak). Avoir Flatpak et Snaps va résoudre le problème de distribution de Google Chrome et offrira plus de choix à l'utilisateur en général.

## Versions

### Versions fixes

#### Solus 1.0
En 2014, le développement a été repris sous le nom de "Evolve OS", qui, en raison de problèmes liés à la marque a été changé pour "Solus". Solus 1.0 "Shannon" a été publiée le 27 décembre 2015.

#### Solus 1.1
La version de Solus 1.1 est sortie le 2 février 2016.

#### Solus 1.2
La version de Solus 1.2 est sortie le 20 juin  2016.

#### Solus 1.2.1
La version de Solus 1.2.1 est sortie le 19 octobre 2016. Cette version de Solus signe le passage à un système de rolling release. Les nouveautés sont l'arrivée d'une version officielle utilisant l'environnement de bureau MATE, la prise en charge du chiffrement et de LVM pour l'installation, la prise en charge de iBus dans Budgie et de nombreux autres ajouts.

### Rolling releases
Solus 2017.01.01.0 La version de Solus 2017.01.01.0 est sortie le 1er janvier 2017. Cette version est la première version issue du modèle de rolling release, et comporte quelques améliorations dans l'expérience utilisateur, avec notamment la traduction en plusieurs langues du Software Center, un changement dans le menu de MATE, grâce au Brisk Menu, la mise à jour vers Budgie 10.2.9 et de nombreuses autres corrections et améliorations.
Solus 2017.04.18.0 a été publié le 18 avril 2017.
Solus 3 a été publié le 15 août 2017.
Solus 3.999 a été publié le 20 septembre 2018.
Solus 4 "Fortitude" a été publiée le 17 mars 2019.
Solus 4.1 "Fortitude" a été publiée le 25 janvier 2020.
Solus 4.2 "Fortitude" a été publiée le 3 février 2021.
Solus 4.3 "Fortitude" a été publiée le 11 juillet 2021.
Solus 4.4 "Harmony" a été publiée le 8 juillet 2023 .

## Fonctions et logiciels
Solus est livré pré-installé avec une large gamme de logiciels qui inclut la dernière version de Firefox, Thunderbird, Transmission et GNOME MPV. Les logiciels supplémentaires qui ne sont pas installés par défaut peuvent être téléchargés à l'aide du Software Center. Les puces sans-fils et les modems sont pris en charge par le biais de firmware non-libre. La gestion des paquets est fait par le biais de eopkg.

### Logiciels développés par Solus
- L'environnement de bureau Budgie : un bureau utilisant GTK3 qui s'intègre étroitement avec la pile logicielle GNOME, en employant la même technologie[24]. À partir de la version 11, Budgie sera réécrit en utilisant GTK4 et ne sera plus basée sur GNOME[25].
  - Raven une barre de menu de l'interface contenant le centre de notifications et abritant les paramètres de personnalisation du bureau.
  - Budgie Menu une catégorisation des applications avec une barre de recherche.
- eopkg (Evolve OS Package) un fork du gestionnaire de paquet PiSi[26].
- ypkg un outil pour convertir les processus de construction dans une opération d'emballage[27].
- Software Center, une interface graphique pour installer les logiciels dans Solus[28].
- Brisk Menu un menu utilisé dans Solus MATE[29].

## Popularité
Le 3 janvier 2021, Solus est classée au 10e rang des distributions les plus consultées lors des 6 derniers mois sur DistroWatch.